# Styloleptus caymanensis
Styloleptus caymanensis är en skalbaggsart som först beskrevs av Fisher 1948.  Styloleptus caymanensis ingår i släktet Styloleptus och familjen långhorningar. Inga underarter finns listade i Catalogue of Life.